# Hispano-Suiza Type 27
Der Hispano-Suiza Type 27 ist ein Pkw-Modell. Die Société Française Hispano-Suiza stellte die Fahrzeuge im französischen Bois-Colombes her.

## Beschreibung
Das Modell ist auf 1914 datiert. Es basierte auf dem kleineren Hispano-Suiza Tipo 24 und sollte den Hispano-Suiza 15–20 HP ablösen. Es war technisch veraltet. 1915 folgte der modernere Hispano-Suiza 16 HP aus spanischer Produktion.
Der Vierzylindermotor hatte SV-Ventilsteuerung. 80 mm Bohrung und 150 mm Hub ergaben 3016 cm³ Hubraum. Typisch für die damalige Zeit bei Hispano-Suiza waren Frontmotor mit Wasserkühlung, Kardanwelle und Hinterradantrieb. Eine Quelle gibt 36 PS bei 2400 Umdrehungen in der Minute an.

## Produktionszahlen
Aus April 1914 ist eine Warenbestellung für eine Serie von 12 bis 15 Fahrzeugen überliefert. Ob tatsächlich so viele Fahrzeuge gefertigt wurden, ist nicht sicher.
Eine andere Quelle bestätigt, dass die Entwicklung im April 1914 abgeschlossen war und Material für 15 Fahrzeuge geordert wurde. Allerdings soll aufgrund des Ersten Weltkriegs nur ein Fahrzeug gefertigt worden sein.